# Erik Meyer-Helmund

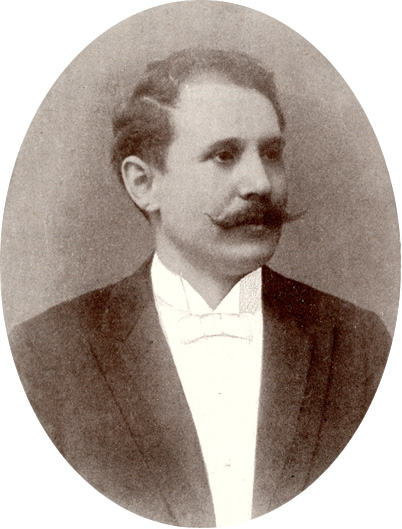
Erik Meyer-Helmund

Erik Meyer-Helmund (* 13. April 1861 in Sankt Petersburg, Russisches Kaiserreich; † 4. April 1932 in Berlin) war ein europäischer Komponist und Sänger.

## Leben
Er erhielt ersten Klavierunterricht bei seinem Vater. Später ging er nach Berlin und wurde Schüler von Friedrich Kiel und Julius Stockhausen. Seine bekanntesten Werke waren seine Opern „Die beiden Klingsberg“ und „Der Liebeskampf“. Er schrieb zudem eine einaktige Burleske mit dem Titel „Tischka“, Ballettmusiken, Instrumentalmusik, zahlreiche Klavierstücke, komponierte Gesänge populären Inhalts und Lieder.

## Werkauswahl

### Opern
- Margitta (Magdeburg 1889)
- Die beiden Klingsberg
- Der Liebeskampf (Dresden 1892)
- Heines Traumbilder (Berlin 1912)
- Tischka

### Instrumentalmusik
- Ballettmusik „Der Berggeist“
- Ballettmusik „Rübezahl“

### Lieder
- op. 1. Nr. 2. Warum? (Text: Maximilian Bern), Nr. 3. Viel Träume (Text: Robert Hamerling)
- op. 3. Vier Lieder: Nr. 1. Lieb' Seelchen, lass' das Fragen (Text: Hans von Hopfen), Nr. 2. Es war ein alter König (Text: Heinrich Heine) Nr. 3. Hätt' es nimmer gedacht (Text: Carl Siebel), Nr. 4. Serenade des Troubadours (Text: Erik Meyer-Helmund)
- op. 5. Neues Singen von alten Geschichten, Liebeslieder nach eigenen Texten, Nr. 1. Leichter Verlust, Nr. 2. Im Volkston, Nr. 3. Geständnis, Nr. 4. Mein Liebchen, Nr. 5. Du fragst mich täglich
- op. 7. Nr. 1. Verrat (Text: Alexander Kaufmann), Nr. 2. Das verlassene Mädchen (Text: Eduard Mörike), Nr. 3. Ein kleines Versehen (Text: Julius Karl Reinhold Sturm)
- op. 8. Spielmannslieder von Rudolf Baumbach: Nr. 1. Ach wie kühle, Nr. 2. Die Spinnerin im Monde, Nr. 3. Sternendienst, Nr. 4. Der Schwur, Nr. 5. Das letzte Kännchen
- op. 9. 1. Zu deinen Füssen will ich ruhen (Text: Otto Roquette), Nr. 2. Sanct Florian hilf (Text: Rudolph Baumbach), Nr. 3. In der Fremde (Text: Rudolph Baumbach), Nr. 4. Lockung [?]
- op. 11. Vier Lieder, Nr. 1. Hannchan beim Pfarrer (Text: Peter Rosegger) Nr. 2. Am Kreuzweg (Text: Heinrich Heine), Nr. 3. Da droben im dunkeln Walde (Text: Erik Meyer-Helmund), Nr. 4. Mädchenlied (Text: Erik Meyer-Helmund)
- op. 12. Nr. 1 Mit dem süssen Duft des Flieders (Text: Erik Meyer-Helmund), Nr. 2. Dein gedenk' ich, Margaretha (Text: Joseph Viktor von Scheffel), Nr. 3. Es hat nicht sollen sein (Text: Joseph Viktor von Scheffel), Nr. 4. Der Frühling wird wach! (Text: Rudolph Baumbach)
- op. 15. Nr. 1. Neig' schöne Knospe (Text: Friedrich Martin von Bodenstedt nach Mirzə Şəfi Vazeh) Nr. 2. Du bist die Herrlichste! (Text: Felix Ludwig Julius Dahn), Nr. 3. Wiegenlied (Text: Friedrich Wilhelm Christian Gerstäcker)
- op. 16. Nr. 1. Warnung (Text: Erik Meyer-Helmund), Nr. 2. Das Fensterlein (Text: Erik Meyer-Helmund), Nr. 3. Spielmannstrost (Text: Erik Meyer-Helmund)
- op. 17. Nr. 1. Letzter Wunsch (Text: Wilhelm Hertz), Nr. 2. Wenn der Vogel naschen will (Text: Rudolph Baumbach),
- op. 18. Drei Lieder von Albert Träger, Nr. 1. Ein Frühlingstraum, Nr. 2. Dein Lächeln, Nr. 3. Morgenständchen
- op. 19., Nr. 1. Das Echo (Text: Ignaz Franz Castelli), Nr. 2. Altdeutscher Liebesreim (Text: Wernher von Tegernsee), Nr. 3. Guter Rath (Text: Paul Heyse)
- op. 20., Nr. 1. Am Barbaratag, Nr. 2. Marionetta (Text: Hans Schmidt) Nr. 3. Unter dem Lindenbaum
- op. 21., Nr. 1. Das Orakel, Nr. 2. Das Zauberlied (Text: Georg von Dyherrn), Nr. 3. Schätzel Ade! (Text: Julius Karl Reinhold Sturm)
- op. 22. Nr. 1. Nachtigall, hüte dich! (Text: Hermann von Lingg), Nr. 2. Schätzlein und Kätzlein (Text: August Heinrich Hoffmann von Fallersleben), Nr. 3. Die Liebe
- op. 23. Nr. 2. Der Kuss
- op. 25. Drei Lieder, Nr. 2. Mädchen mit dem roten Mündchen (Text: Heinrich Heine)
- op. 27. Nr. 1. Das macht, es hat die Nachtigall (Text: Theodor Storm), Nr. 2. Was mich zu Dir so mächtig zog (Text: Maximilian Bern), Nr. 3. Dein gedacht
- op. 29. Drei Lieder, Nr. 1. Die Botschaft (Text: Heinrich Heine), Nr. 3. Bitte (Text: Nikolaus Lenau)
- op. 31. Vier Lieder, Nr. 3. Frühlingslied (Text: Theodor Storm), Nr. 4. Frühlingslied (Text: Heinrich Heine)
- op. 32. Zwei Lieder, Nr. 1. Mein Liebchen, wir sassen beisammen (Text: Heinrich Heine)
- op. 33. Nr. 2. Wie gerne Dir zu Füssen (Text: Moritz, Graf von Strachwitz)
- op. 36. Nr. 1. Der Brief (Text: Theodor Storm), Nr. 2. Herzbeklemmung (Text: Otto Roquette)
- op. 40. Nr. 2. Mazurka fuer Klavier
- op. 49. Nr. 2. Das macht das dunkelgrüne Laub (Text: Oscar von Redwitz-Schmölz)
- op. 58. Nr. 2. Wer hat Recht? (Text: Karl Immermann, allerdings fälschlich zugeordnet, vgl. Karl Leberecht Immermann, Briefe, Bd. III/2, S. 1379)
- op. 61. Vier Lieder, Nr. 1. Sonntag (Text: Johann Ludwig Uhland), Nr. 2. Morgens send' ich dir die Veilchen (Text: Heinrich Heine)
- op. 71. Drei Lieder, Nr. 3. Ich wandle unter Blumen (Text: Heinrich Heine)
- op. 73. Nr. 2. Ballgeflüster (Text: Erik Meyer-Helmund)
- op. 81. Drei Lieder, Nr. 2. Es hat die warme Frühlingsnacht (Text: Heinrich Heine)
- op. 82. Drei Lieder, Nr. 2. Süßes Erwachen (Text: Heinrich Heine)
- op. 89. Die schöne Kellnerin von Bacharach von Wilhelm Müller, Nr. 1. Das Röschen, Nr. 2. Der Kirchgang, Nr. 3. Was ist Schuld daran?, Nr. 4. Versprochen und zerbrochen, Nr. 5. Der letzte Gast
- op. 98. Drei Lieder Nr. 2. Sterne mit den gold'nen Füßchen (Text: Heinrich Heine)
- op. 132. Nr. 1. Dir gilt mein letztes Grüssen
- op. 161. Todesahnung (Text: Heinrich Heine)
- op. 169. Die Lehre (Text: Heinrich Heine)
- op. 173. Im Traum sah ich die Geliebte (Text: Heinrich Heine)